# Ясенок (приток Жиздры)
Ясенок — река в России, протекает в Калужской области. Левый приток Жиздры.

## География
Река Ясенок берёт начало в районе деревни Запрудное. Течёт на юго-восток. У села Ясенок через реку перекинут железобетонный мост автодороги М3 «Украина». Устье реки находится в 179 км по левому берегу реки Жиздра. Длина реки составляет 32 км, площадь водосборного бассейна — 254 км². 

### Притоки (км от устья)
- 2 км: река Чашенка (пр)
- 10 км: река Сектец (лв)

## Данные водного реестра
По данным государственного водного реестра России относится к Окскому бассейновому округу, водохозяйственный участок реки — Ока от города Белёв до города Калуга, без рек Упа и Угра, речной подбассейн реки — бассейны притоков Оки до впадения Мокши. Речной бассейн реки — Ока.
По данным геоинформационной системы водохозяйственного районирования территории РФ, подготовленной Федеральным агентством водных ресурсов:
- Код водного объекта в государственном водном реестре — 09010100512110000019661
- Код по гидрологической изученности (ГИ) — 110001966
- Код бассейна — 09.01.01.005
- Номер тома по ГИ — 10
- Выпуск по ГИ — 0